# Casa Roja (Vaduz)
La Casa Roja es una casa a dos aguas escalonada con una torre residencial adjunta y un edificio Torkel en Vaduz, la capital de Liechtenstein. El edificio data de finales de la Edad Media y se ha ido ampliando a lo largo de los siglos con otras partes del edificio.

## Descripción
La Casa Roja se encuentra en Mitteldorf, el antiguo centro de Vaduz. El complejo de edificios consta de un edificio residencial con un hastial escalonado en el oeste, una torre residencial en el centro y un edificio torreta en el este. Un viñedo colinda al sur del complejo de edificios.

### Casa residencial con hastial escalonado
El edificio residencial con frontón escalonado tiene dos plantas y está ubicado en el lado oeste del conjunto de edificios. El edificio con sótano tiene una capa de pintura de color rojo oscuro, de donde se deriva el nombre de "Casa Roja". Esta coloración roja ha existido de forma comprobable desde al menos mediados el siglo XIX. El edificio residencial se completa con un frontón escalonado en el norte y en el sur del edificio.

### Torre residencial
La torre residencial tiene cuatro plantas y tiene una planta casi cuadrada. Se completa con un techo piramidal ligeramente combado. La fachada exterior de la planta baja y las dos primeras plantas es de piedra natural sin revestir y sin tallar, mientras que la cuarta planta está revocada y tiene las esquinas biseladas de torreón.

### Edificio Torkel
El edificio Torkel tiene una sola planta y está ubicado en el lado este del conjunto de edificios. En el interior hay un lagar de 10 metros de largo y 4 metros de alto, que probablemente consistía en dos árboles de prensa colocados uno encima del otro. El conjunto está formado por diferentes partes antiguas, con una inscripción que hace referencia al año 1776.

## Historia

### Historia de su origen
La historia de la construcción de la Casa Roja no está claramente documentada. Sin embargo, los hallazgos arqueológicos han demostrado que el edificio actual fue precedido por otro que decayó a más tardar en el siglo XV. Está documentado históricamente que la familia Vaistli tomó posesión de la propiedad en 1338. Después de que la familia Vaistli se extinguiera, el edificio pasó a ser propiedad de Josef Litscher alrededor de 1500 y finalmente las propiedades fueron adquiridas en 1525 por el monasterio de St. Johann.
Una leyenda de Liechtenstein cuenta que Josef Litscher asesinó a su hermano después de una pelea y huyó al monasterio de St. Johann por temor al castigo. Se dice que prometió al monasterio sus posesiones si le permitían huir al extranjero. Esta leyenda puede estar abalada por un documento que certifica el cambio de propiedad y por el hecho de que Litscher "emigró" en el mismo año. Un fresco en el lado este de la torre nos recuerda la leyenda.

### Conversión y expansión
En 1807, las posesiones alrededor de la Casa Roja pasaron a manos de la familia Rheinberger en el curso de la secularización. Finalmente, el edificio se utilizó para celebrar Santas Misas y como lugar de estudio. El altar y otros objetos de la antigua capilla están ahora en posesión del Museo Nacional de Liechtenstein.
Entre 1902 y 1905, el complejo de edificios fue ampliado por el pintor, escultor y arquitecto Egon Rheinberger, dándole su aspecto actual: el edificio residencial anteriormente independiente y el edificio Torkel estaban conectados por una torre diseñada por el propio Egon Rheinberger. Además, se elevaron los frontones del edificio residencial y se cambió la distribución de las habitaciones.

## Galería de imágenes

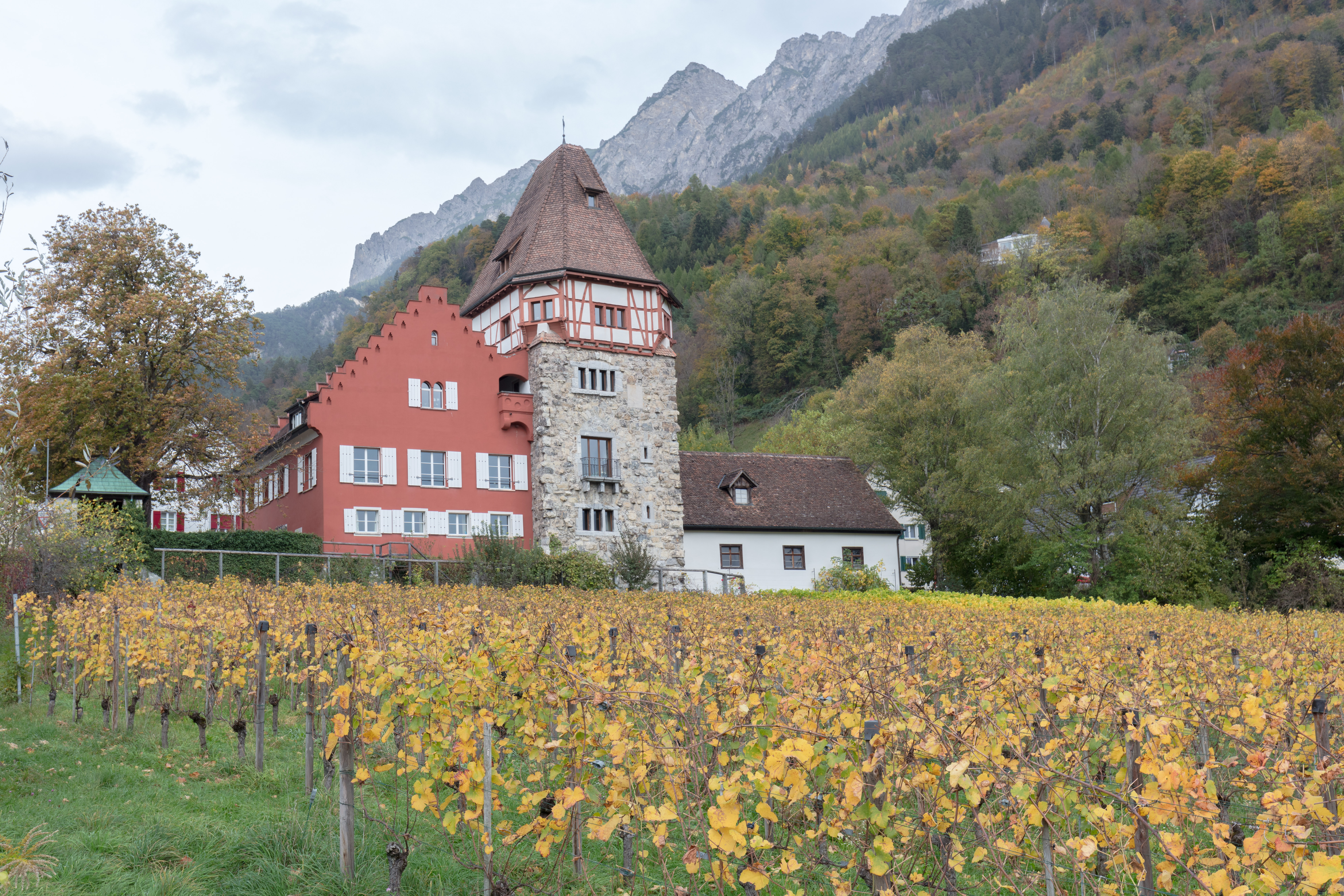
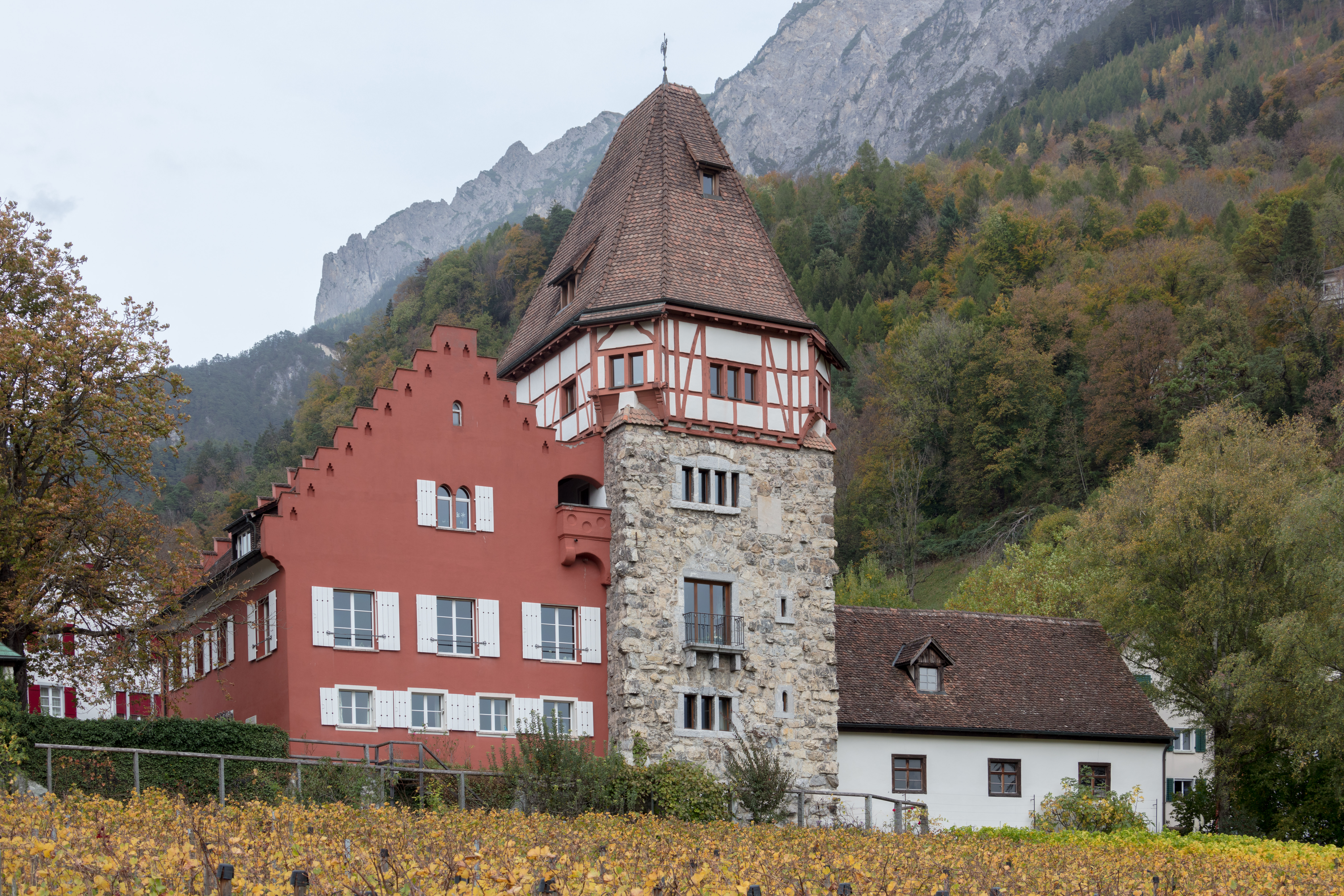
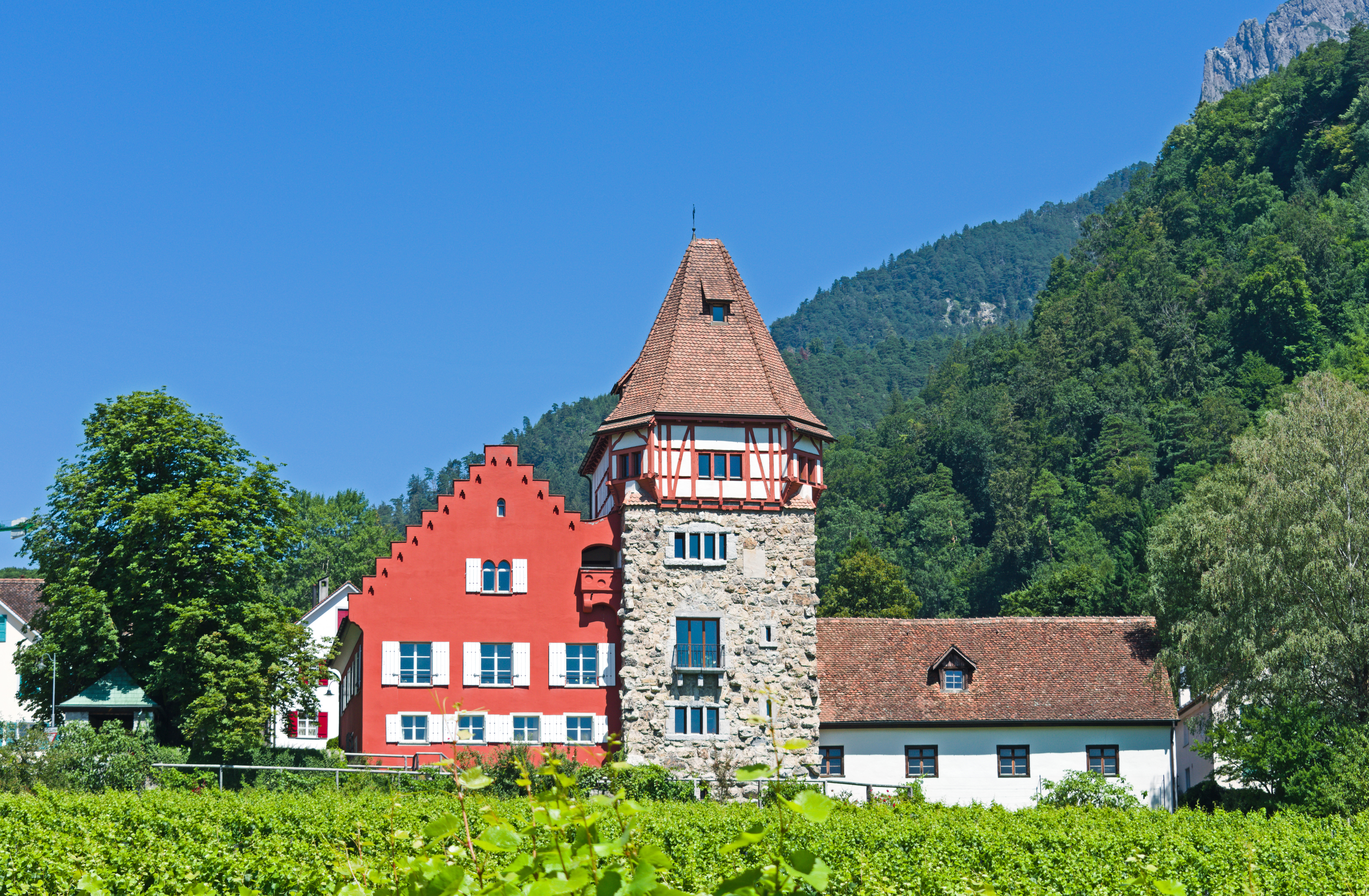
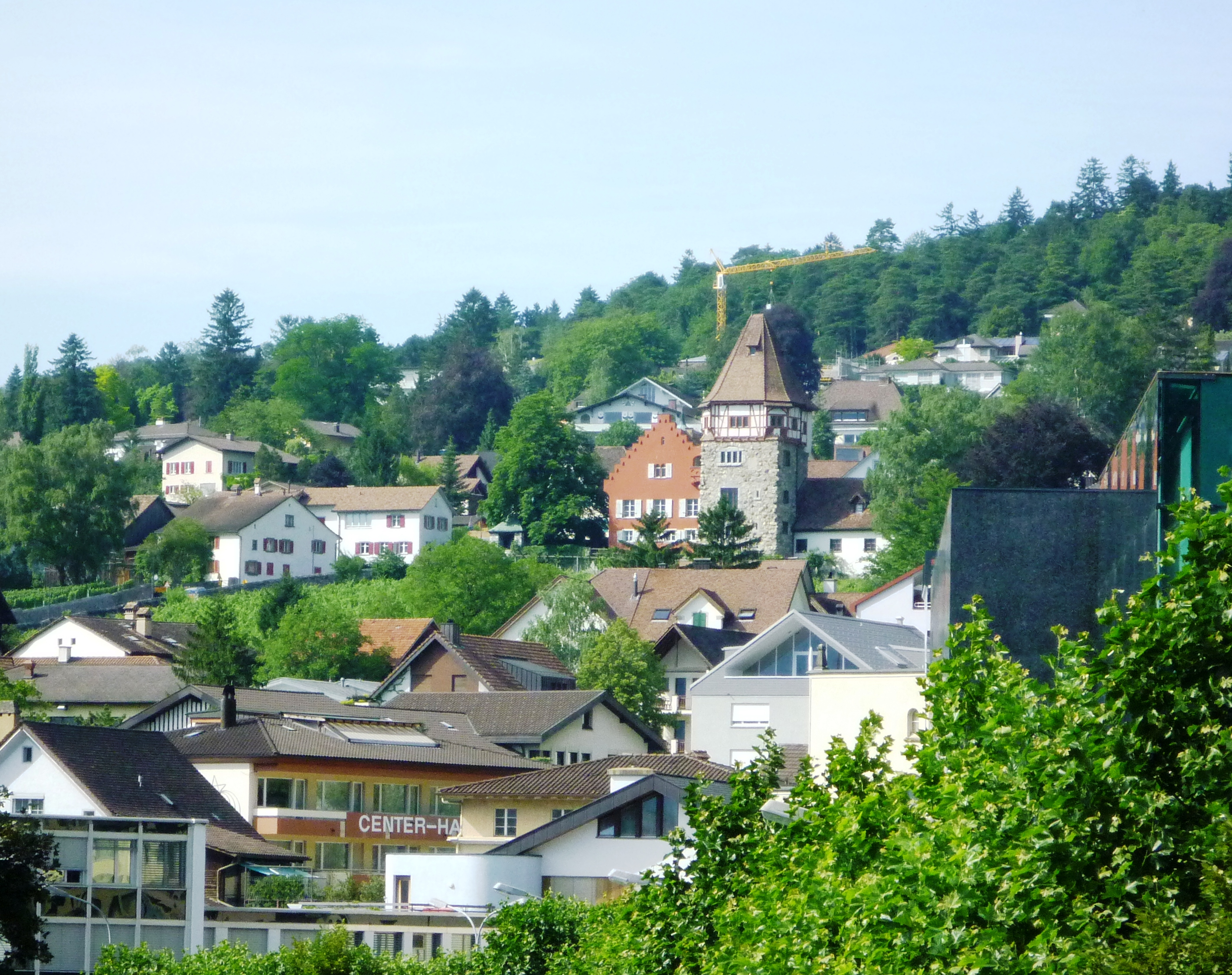